# Liste des œuvres publiques de Nice
Cet article recense les œuvres publiques de Nice, en France.

## Liste

### Fontaines
- Fontaine des Trois Grâces, Volti (1960 ; jardin Albert-Ier)
- Fontaine du Soleil, Alfred Janniot (1956 ; place Masséna)
- Fontaine aux Dauphins, François Aragon (1938 ; place Saint-François)
- Fontaine des Tripiers, Baptistin Pécoud, Antonin Carlès (1830)
- Faune faisant combattre deux coqs, Charles Joseph Lenoir (1879 ; place Malaussena)
- Les Sources de l'Aéropôle, Sacha Sosno (1992 ; Arénas)

### Sculptures

#### Espaces verts
- Jardin Albert-Ier :
  - Arc de 115°5, Bernar Venet (1988)
  - Buste d'Albert Ier, Georges Petit (1933)
  - Buste de Gustave V, Anders Jönsson (1938)
  - Buste de Jean Médecin, Marcel Mayer
  - Buste d'Hector Berlioz, Henri Blattès (1948)
  - La tragédie et La danse, deux statues monumentales au théâtre de verdure, Victor Nicolas (1947)
  - Monument du Centenaire, André-Joseph Allar (1896)
  - Tigre et Gazelle, Clovis-Edmond Masson (1869)

- Jardin Alsace-Lorraine :
  - Femme endormie, Volti (1973)
  - Paul Déroulède, Michel de Tarnowsky, Marcel Paupion (1920)

- Jardin des arènes de Cimiez :
  - Buste de Lionel Hampton, Alexandre Mari (1983)
  - Buste de Louis Armstrong, Marcel Mayer (1974)

- Jardin du musée d'art moderne et d'art contemporain :
  - Les Arcs, Bernar Venet
  - La Tête au carré, Yves Bayard, Francis Chapu, Sacha Sosno (2002)

- Jardin Normandie-Niemen :
  - Buste de Louis Delfino, Marcel Mayer (1970)

- Jardin Théodore-de-Banville :
  - La Poésie pastorale, Émile Peynot (1901)

- Square Colonel-Bouvier :
  - Buste de François Grosso, Louis Maubert

- Square Général-Leclerc :
  - Statue de Masséna, Albert-Ernest Carrier-Belleuse (1869)

#### Autres lieux
- Monument Gambetta, Louis Maubert, 1910, place Gambetta (détruit)
- Accumulation de contrebasses, Arman (1985 ; esplanade Kennedy)
- Apollon, Marcel Mayer (1984 ; route des Arboras)
- Le Bronze, Maurice Calka (Arénas)
- Bas-relief dédié à Charles Calais, Victor Nicolas (1948 ;  montée Eberlé vers le château)
- Charles Félix, Paul-Émile Barberi (1828 ; place Guynemer)
- Colonne du pape, Jean Faraut (1823 ; place de la Croix-de-Marbre)
- La Couleur se déversant sur le pauvre monde, Marcel Gili (1985 ; esplanade Kennedy)
- L'enfant fou est l'enfant qui voit à travers l'enfant le regard des enfants qui voient l'enfant fou, Théo Tobiasse (Arénas)
- L'Europe et la Mer, Sandro Chia (1986 ; musée d'art contemporain[1])
- Hommage à Bracelli, Pascal Morabito (1985 ; esplanade Kennedy)
- Hommage à Calmette, Louis Maubert (1938 ; place du Général-Marshall)
- Ligne indéterminée, Bernar Venet (1984 ; esplanade Francis-Giordan)
- Man with Briefcase, Jonathan Borofsky (1987 ; boulevard Risso)
- Miles Davis, Niki de Saint Phalle (1999 ; promenade des Anglais)
- Minerve, Volti  (place Masséna)
- Monument à Garibaldi, Antoine Étex, Gustave Deloye (1891 ; place Garibaldi)
- Monument aux morts de Rauba-Capeù, Roger Séassal (1927 ; quai Rauba-Capeù)
- Monument à la reine Victoria, Louis Maubert, Félix Biasini (1912 ; boulevard de Cimiez)
- Monument des Serruriers (1827 ; boulevard Jean-Jaurès)
- Neuf lignes obliques, Bernar Venet (2010 ; place Sulzer)
- Nikaïa, Volti (1985 ; esplanade Francis-Giordan)
- Nymphia, Michel Jarry (1985 ; esplanade Kennedy)
- Stèle du souvenir, Matéo Mornar (1998 ; promenade des Anglais)
- Les Trois Mondes, Noël Dolla (1985 ; esplanade Kennedy)
- Vénus, Sacha Sosno (1987 ; 117 rue de France)
- La Ville, Charles Dandville (1989 ; place des Cigalusa)

### Divers
- Hall de la cogitation, Ben (1998, peinture murale ; université Nice Sophia Antipolis, hall de la faculté de médecine[1])
- Quatre points de vue (Terrasse n°4), Felice Varini (1988, peinture murale, anamorphose ; villa Arson[1])
- Le Jardin, Work in Progress, Siah Armajani (1994, installation ; villa Arson[1])
- Sous le plafond (sur le sol exactement), Michel Verjux (1988, installation ; villa Arson[1])